# Oroszkucsova
Oroszkucsova (ukránul: Руська Кучава) falu Ukrajnában, Kárpátalján, a Munkácsi járásban.

## Fekvése
Csaptól északkeletre, Beregszilvás északkeleti szomszédjában fekvő település.

## Története
Az 1800-as években Fényes Elek írta a településről:
Kucsava, Beregh vmegyében, orosz falu, utolsó posta Szerednyéhez 1 mérföldre 160 görög katholikus, 5 zsidó lakossal. Szőlőhegy. Erdő. Földesura gróf Schönborn.